# Európai becsapódási kráterek listája
Ez a lista az európai becsapódási krátereket tartalmazza.

## Lista
| név             | hely                                      | átmérő (km) | kor (millió év) | koordináták                                                                 |
| --------------- | ----------------------------------------- | ----------- | --------------- | --------------------------------------------------------------------------- |
| Bovtiskai       | Ukrajna                                   | 24          | 65,17 ± 0,64    | é. sz. 48° 45′ 00″, k. h. 32° 10′ 00″48.750000°N 32.166667°EBovtiska        |
| Dellen          | Svédország                                | 19          | 89,0 ± 2,7      | é. sz. 61° 51′ 00″, k. h. 16° 42′ 00″61.850000°N 16.700000°EDellen          |
| Dobele          | Lettország                                | 4,5         | 290 ± 35        | é. sz. 56° 35′ 00″, k. h. 23° 15′ 00″56.583333°N 23.250000°EDobele          |
| Gardnos         | Norvégia                                  | 5           | 500 ± 10        | é. sz. 60° 39′ 00″, k. h. 9° 00′ 00″60.650000°N 9.000000°EGardnos           |
| Granby          | Svédország                                | 3           | ~470            | é. sz. 58° 25′ 00″, k. h. 14° 56′ 00″58.416667°N 14.933333°EGranby          |
| Guarda          | Portugália                                | 30          | ~200            | é. sz. 40° 38′ 00″, ny. h. 7° 06′ 00″40.633333°N 7.100000°WGuarda           |
| Guszevi         | Oroszország, Rosztovi terület             | 3           | 49,0 ± 0,2      | é. sz. 48° 26′ 00″, k. h. 40° 32′ 00″48.433333°N 40.533333°EGusev           |
| Ilumetsa        | Észtország                                | 0,08        | > 0,0066        | é. sz. 57° 58′ 00″, k. h. 27° 25′ 00″57.966667°N 27.416667°EIlumetsa        |
| Illjinec        | Ukrajna                                   | 8,5         | 378 ± 5         | é. sz. 49° 07′ 00″, k. h. 29° 06′ 00″49.116667°N 29.100000°EIlljinec        |
| Iso-Naakkima    | Finnország                                | 3           | > 1000          | é. sz. 62° 11′ 00″, k. h. 27° 09′ 00″62.183333°N 27.150000°EIso-Naakkima    |
| Janyiszjarvi    | Oroszország                               | 14          | 700 ± 5         | é. sz. 61° 58′ 00″, k. h. 30° 55′ 00″61.966667°N 30.916667°EJanyiszjarvi    |
| Kaali           | Észtország                                | 0,11        | 0,004 ± 0,001   | é. sz. 58° 22′ 20″, k. h. 22° 40′ 10″58.372222°N 22.669444°EKaali           |
| Kalugai         | Oroszország, Kalugai terület              | 15          | 380 ± 5         | é. sz. 54° 30′ 00″, k. h. 36° 12′ 00″54.500000°N 36.200000°EKaluga          |
| Kamenszk        | Oroszország, Rosztovi terület             | 25          | 49,0 ± 0,2      | é. sz. 48° 21′ 00″, k. h. 40° 30′ 00″48.350000°N 40.500000°EKamensk         |
| Kärdla          | Észtország                                | 4           | ~455            | é. sz. 59° 01′ 00″, k. h. 22° 46′ 00″59.016667°N 22.766667°EKärdla          |
| Karikkoselkä    | Finnország                                | 1,4–2,4     | ~230            | é. sz. 62° 13′ 00″, k. h. 25° 15′ 00″62.216667°N 25.250000°EKarikkoselkä    |
| Karla           | Oroszország, Tatár Köztársaság            | 10          | 5 ± 1           | é. sz. 54° 55′ 00″, k. h. 48° 02′ 00″54.916667°N 48.033333°EKarla           |
| Keurusselkä     | Finnország                                | 30          | < 1800          | é. sz. 62° 08′ 00″, k. h. 24° 36′ 00″62.133333°N 24.600000°EKeurusselkä     |
| Kurszki         | Oroszország, Kurszki terület              | 6           | 250 ± 80        | é. sz. 51° 42′ 00″, k. h. 36° 00′ 00″51.700000°N 36.000000°EKurszki         |
| Lappajärvi      | Finnország                                | 23          | 77,85 ± 0,78    | é. sz. 63° 12′ 00″, k. h. 23° 42′ 00″63.200000°N 23.700000°ELappajärvi      |
| Lockne          | Svédország                                | 7,5         | 455             | é. sz. 63° 00′ 00″, k. h. 14° 49′ 00″63.000000°N 14.816667°ELockne          |
| Logojszk        | Belorusszia                               | 15          | 42,3 ± 1,1      | é. sz. 54° 12′ 00″, k. h. 27° 48′ 00″54.200000°N 27.800000°ELogoisk         |
| Lumpari         | Finnország                                | 9           | ~1000           | é. sz. 60° 09′ 00″, k. h. 20° 06′ 00″60.150000°N 20.100000°ELumparn         |
| Mien            | Svédország                                | 9           | 121,0 ± 2,3     | é. sz. 56° 25′ 00″, k. h. 14° 52′ 00″56.416667°N 14.866667°EMien            |
| Misina Gora     | Oroszország                               | 2,5         | 300 ± 50        | é. sz. 58° 43′ 00″, k. h. 28° 03′ 00″58.716667°N 28.050000°EMishina Gora    |
| Mizarai         | Litvánia                                  | 5           | 500 ± 20        | é. sz. 54° 01′ 00″, k. h. 23° 54′ 00″54.016667°N 23.900000°EMizarai         |
| Mjølnir         | Norvégia, Barents-tenger                  | 40          | 142,0 ± 2,6     | é. sz. 73° 48′ 00″, k. h. 29° 40′ 00″73.800000°N 29.666667°EMjølnir         |
| Morasko         | Lengyelország                             | 0,10        | ~0,005          | é. sz. 52° 29′ 00″, k. h. 16° 54′ 00″52.483333°N 16.900000°EMorasko         |
| Neugrund        | Észtország                                | 8           | ~470            | é. sz. 59° 20′ 00″, k. h. 23° 40′ 00″59.333333°N 23.666667°ENeugrund        |
| Nördlinger Ries | Németország                               | 25          | 14,8            | é. sz. 48° 53′ 00″, k. h. 10° 34′ 00″48.883333°N 10.566667°ERies            |
| Obolonyi        | Ukrajna                                   | 20          | 169 ± 7         | é. sz. 49° 35′ 00″, k. h. 32° 55′ 00″49.583333°N 32.916667°EObolonyi        |
| Paasselkä       | Finnország                                | 10          | < 1800          | é. sz. 62° 09′ 00″, k. h. 29° 25′ 00″62.150000°N 29.416667°EPaasselkä       |
| Pucsezs-Katunki | Oroszország, Nyizsnyij Novgorod-i terület | 80          | 167 ± 3         | é. sz. 56° 58′ 00″, k. h. 43° 43′ 00″56.966667°N 43.716667°EPucsezs-Katunki |
| Rochechouart    | Franciaország                             | 23          | 201 ± 2         | é. sz. 45° 49′ 00″, k. h. 0° 47′ 00″45.816667°N 0.783333°ERochechouart      |
| Rotmisztrovka   | Ukrajna                                   | 2,7         | 120 ± 10        | é. sz. 49° 00′ 00″, k. h. 32° 00′ 00″49.000000°N 32.000000°ERotmisztrovka   |
| Saarijärvi      | Finnország                                | 1,5         | > 600           | é. sz. 65° 17′ 00″, k. h. 28° 23′ 00″65.283333°N 28.383333°ESaarijärvi      |
| Siljan          | Svédország                                | 52          | 376,8 ± 1,7     | é. sz. 61° 02′ 00″, k. h. 14° 52′ 00″61.033333°N 14.866667°ESiljan          |
| Steinheim       | Németország                               | 3,8         | 15 ± 1          | é. sz. 48° 41′ 00″, k. h. 10° 04′ 00″48.683333°N 10.066667°ESteinheim       |
| Suavjärvi       | Oroszország                               | 16          | ~2400           | é. sz. 63° 07′ 00″, k. h. 33° 23′ 00″63.116667°N 33.383333°ESuavjärvi       |
| Suvasvesi       | Finnország                                | 4           | < 1000          | é. sz. 62° 42′ 00″, k. h. 28° 10′ 00″62.700000°N 28.166667°ESuvasvesi       |
| Sääksjärvi-tó   | Finnország                                | 6           | ~560            | é. sz. 61° 24′ 00″, k. h. 22° 24′ 00″61.400000°N 22.400000°ESääksjärvi      |
| Söderfjärden    | Finnország                                | 6,6         | ~600            | é. sz. 63° 00′ 00″, k. h. 21° 34′ 00″63.000000°N 21.566667°ESöderfjärden    |
| Ternovka        | Ukrajna                                   | 11          | 280 ± 10        | é. sz. 48° 08′ 00″, k. h. 33° 31′ 00″48.133333°N 33.516667°ETernovka        |
| Tvären          | Svédország                                | 2           | ~455            | é. sz. 58° 46′ 00″, k. h. 17° 25′ 00″58.766667°N 17.416667°ETvären          |
| Vepriai         | Litvánia                                  | 8           | > 160 ± 10      | é. sz. 55° 05′ 00″, k. h. 24° 35′ 00″55.083333°N 24.583333°EVepriai         |
| Zapadnajai      | Ukrajna                                   | 3,2         | 165 ± 5         | é. sz. 49° 44′ 00″, k. h. 29° 00′ 00″49.733333°N 29.000000°EZapadnaya       |
| Zelenyi Gaj     | Ukrajna                                   | 3,5         | 80 ± 20         | é. sz. 48° 04′ 00″, k. h. 32° 45′ 00″48.066667°N 32.750000°EZelenyi Gaj     |
| nem igazolt     |                                           |             |                 |                                                                             |
| Silverpit       | Egyesült Királyság, Északi-tenger         | 8           | 60 ± 15         | é. sz. 54° 14′ 00″, k. h. 1° 51′ 00″54.233333°N 1.850000°ESilverpit         |
| Sirente         | Olaszország                               | 0,14×0,115  | ~0,0015         | é. sz. 42° 10′ 38″, k. h. 13° 35′ 45″42.177222°N 13.595833°ESirente         |
| Ullapool        | Skócia, Broom-tó                          | 50          | 1200            | é. sz. 57° 09′ 00″, ny. h. 5° 17′ 00″57.150000°N 5.283333°WUllapool         |
| név             | hely                                      | átmérő (km) | kor (millió év) | koordináták                                                                 |

## Lásd még
- becsapódási kráter
- becsapódási kráterek listája

## Külső hivatkozások
- Earth Impact Database – List of confirmed earth impact sites at the Planetary and Space Science Centre, University of New Brunswick